# Montgaillard (Tarn-et-Garonne)
Montgaillard é uma comuna francesa na região administrativa da Occitânia, no departamento de Tarn-et-Garonne. Estende-se por uma área de 9.5 km², e possui 142 habitantes, segundo o censo de 2018, com uma densidade de 15 hab/km².